# Potamon fluviatile
Potamon fluviatile е вид ракообразно от семейство Potamidae. Видът е почти застрашен от изчезване.

## Разпространение
Разпространен е в Албания, Гърция, Италия (Сицилия), Малта, Северна Македония, Хърватия и Черна гора.